# Simon Balyon
Simon Balyon (Den Haag, 12 december 1965) is een Nederlands kunstschilder.
Balyon is de jongste van vijf broers, van wie er drie actief zijn als kunstschilder: André, Nanne en Simon.
Balyon is, evenals zijn schilderende broers, sterk geïnspireerd door het Hollandse landschap en de zee. Zijn werk past in de impressionistische traditie uit het einde van de 19de eeuw. Na aanvankelijk als timmerman te hebben gewerkt nam hij les bij zijn oudere broers André en Nanne, waarna hij zich verder bekwaamde bij Hans van Moerkerken.